# Leptophoca
Leptophoca — вимерлий рід тюленів із Північної Атлантики — Європа й США.